# Dean Podgornik
Dean Podgornik (Nova Gorica, 3 juli 1979) is een voormalig Sloveens wielrenner. Hij nam in 2004 deel aan de Ronde van Italië en eindigde op de 138e plaats in het eindklassement.

## Erelijst
2001
- 4e etappe Ronde van Slovenië

2002
- 1e in Flachgauer Radsporttage
- 1e in Flachgauer Radsporttage (b)
- 1e in Šenčurja
- 3e etappe Ronde van Slovenië
- Bergklassement Ronde van Slovenië

2003
- 1e in GP Istria 2
- 1e in Šenčurja
- 1e in GP Krka
- 9e etappe Olympia's Tour
- 3e etappe Kroz Srbiju

2004
- Sloveens kampioen op de weg

2006
- 3e etappe Steiermark Rundfahrt

2010
- 1e etappe Ronde van Marokko
- 4e etappe Ronde van Marokko
- Eindklassement Ronde van Marokko